# Canzoni da non perdere
Canzoni da non perdere è il ventinovesimo album di Gianni Morandi del 2009; è il suo secondo album di cover dopo Old Parade Morandi del 1978.
I brani del disco sono cover eccetto le ultime due tracce Credo nell'amore e Grazie a tutti, che sono canzoni inedite.

## Tracce
1. Inevitabile follia – 4:10 (testo: Gianna Albini e Raffaele Riefoli – musica: Giancarlo Bigazzi)
2. Storie di tutti i giorni – 3:31 (testo: Guido Morra e Riccardo Fogli – musica: Maurizio Fabrizio; edizioni musicali Curci)
3. A te – 4:41 (testo: Lorenzo Cherubini – musica: Lorenzo Cherubini e Franco Santarnecchi; edizioni musicali Soleluna)
4. L'isola che non c'è – 3:54 (Edoardo Bennato; edizioni musicali Cinquantacinque)
5. Ogni volta – 3:52 (Antonello Venditti)
6. Tu sei l'unica donna per me – 3:31 (Alan Sorrenti)
7. Perché no – 4:26 (testo: Mogol – musica: Lucio Battisti)
8. Fiore di maggio – 3:57 (Fabio Concato)
9. Tu non mi basti mai – 4:23 (testo: Lucio Dalla – musica: Tullio Ferro)
10. Rimmel – 3:53 (Francesco De Gregori)
11. Avrai – 5:05 (Claudio Baglioni; edizioni musicali April Music e Cosa)
12. Luna – 4:05 (testo: Guido Morra – musica: Gianni Togni)
13. Credo nell'amore (feat. Alessandra Amoroso) (inedito) – 3:52
14. Grazie a tutti (inedito) – 3:49